# Schlitzblättriger Storchschnabel
Der Schlitzblättrige Storchschnabel (Geranium dissectum) ist eine einjährige Pflanze aus der Familie der Storchschnabelgewächse. 

## Beschreibung
Der Schlitzblättrige Storchschnabel ist eine meist einjährige, seltener zweijährige Pflanze. Er besitzt eine Pfahlwurzel und erreicht Wuchshöhen von 10 bis 40, selten 60 cm. Die Stängel sind aufsteigend bis aufrecht und verzweigt. Sie sind wie die Blattstiele mit rückwärts gerichteten, abstehenden Haaren besetzt, die 0,5 bis 1 mm lang sind und vereinzelt drüsig.
Die Grundblattrosette ist zur Blüte meist bereits vertrocknet. Die Stängelblätter sind gegenständig, ihr Blattstiel 1 bis 9 (selten 13) cm lang. Die Blattspreite ist 2 bis 4 (selten bis 9) cm breit und fast bis zum Grund fünf- bis siebenlappig. Die Abschnitte sind zwei- bis vierspaltig. Die Nebenblätter sind lanzettlich und zugespitzt.
Die Teilblütenstände sind zweiblütig und haben 0,5 bis 3 (selten 5) cm lange Stiele, die meist kürzer als die Tragblätter sind. Die Blütenstiele sind 0,5 bis 1,5 cm lang. Beide Stiele und die Kelchblätter sind dicht mit 0,2 bis 0,8 mm langen Drüsenhaaren besetzt. Die Blüten sind mit maximal 1,5 cm Durchmesser klein. Die Kelchblätter sind 5 bis 8 mm lang, tragen eine 0,5 bis 1,5 mm lange Granne, die sich zur Fruchtzeit verlängert. Die Kronblätter sind 5 bis 6 (selten 8) mm lang, von rotvioletter Farbe. Sie sind an der Spitze ausgerandet oder eingeschnitten, der Nagel ist behaart. Die Staubblätter sind maximal so lang wie die Kronblätter. 
Die Frucht ist ein Austrocknungsstreuer. Sie ist drüsig behaart, inklusive Schnabel (13 bis) 15 bis 18 mm lang. Die Fruchtklappen sind 3 mm lang, der Fruchtschnabel 7 bis 12 mm. Die Samen sind glatt und grubig punktiert.
Die Chromosomenzahl beträgt 2n = 22.

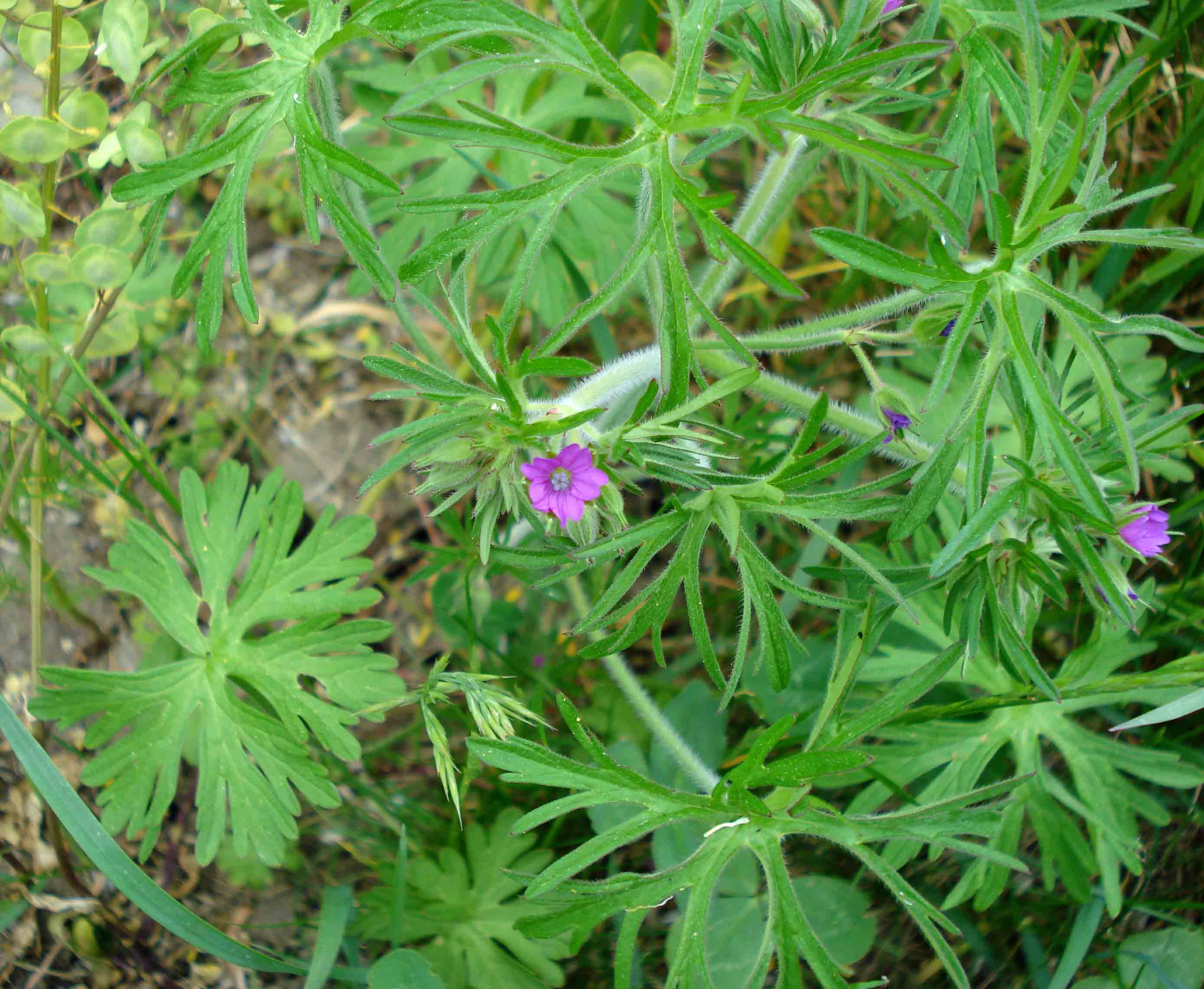
Habitus
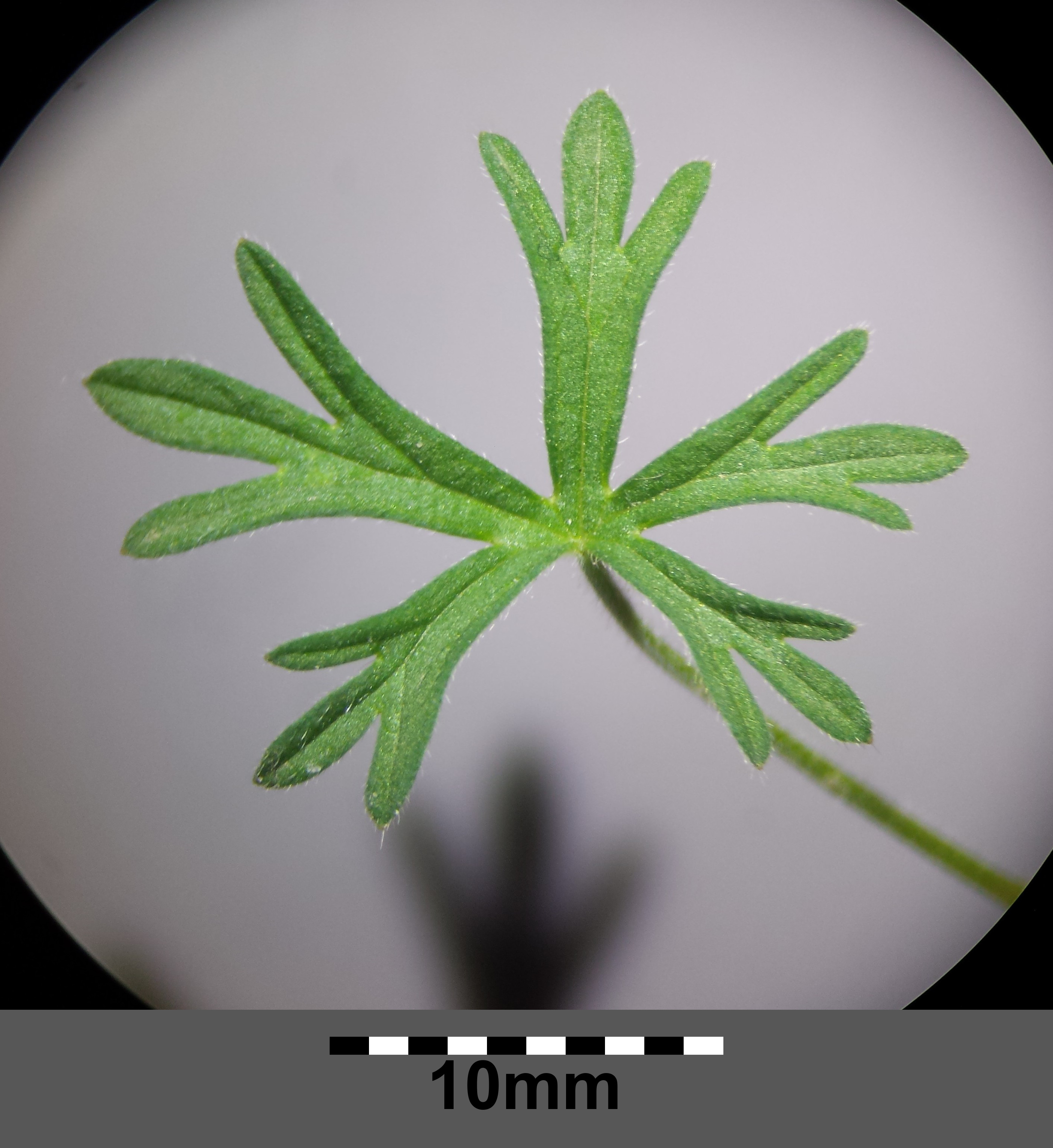
Die Laubblätter sind fast bis zum Grund geteilt. Die Laubblattabschnitte weisen auseinanderspreizende Zipfel auf.
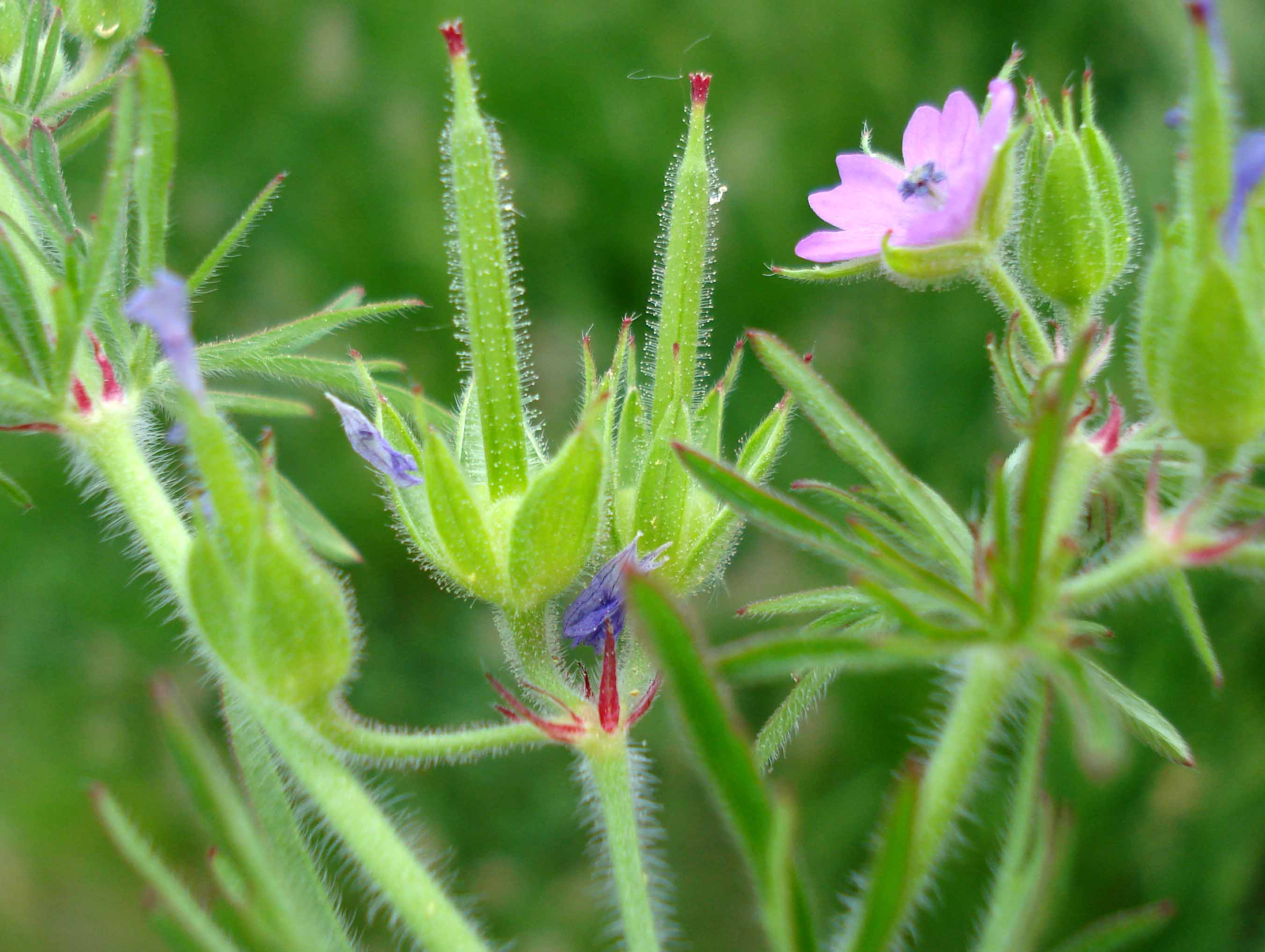
Postfloraler Blütenstand
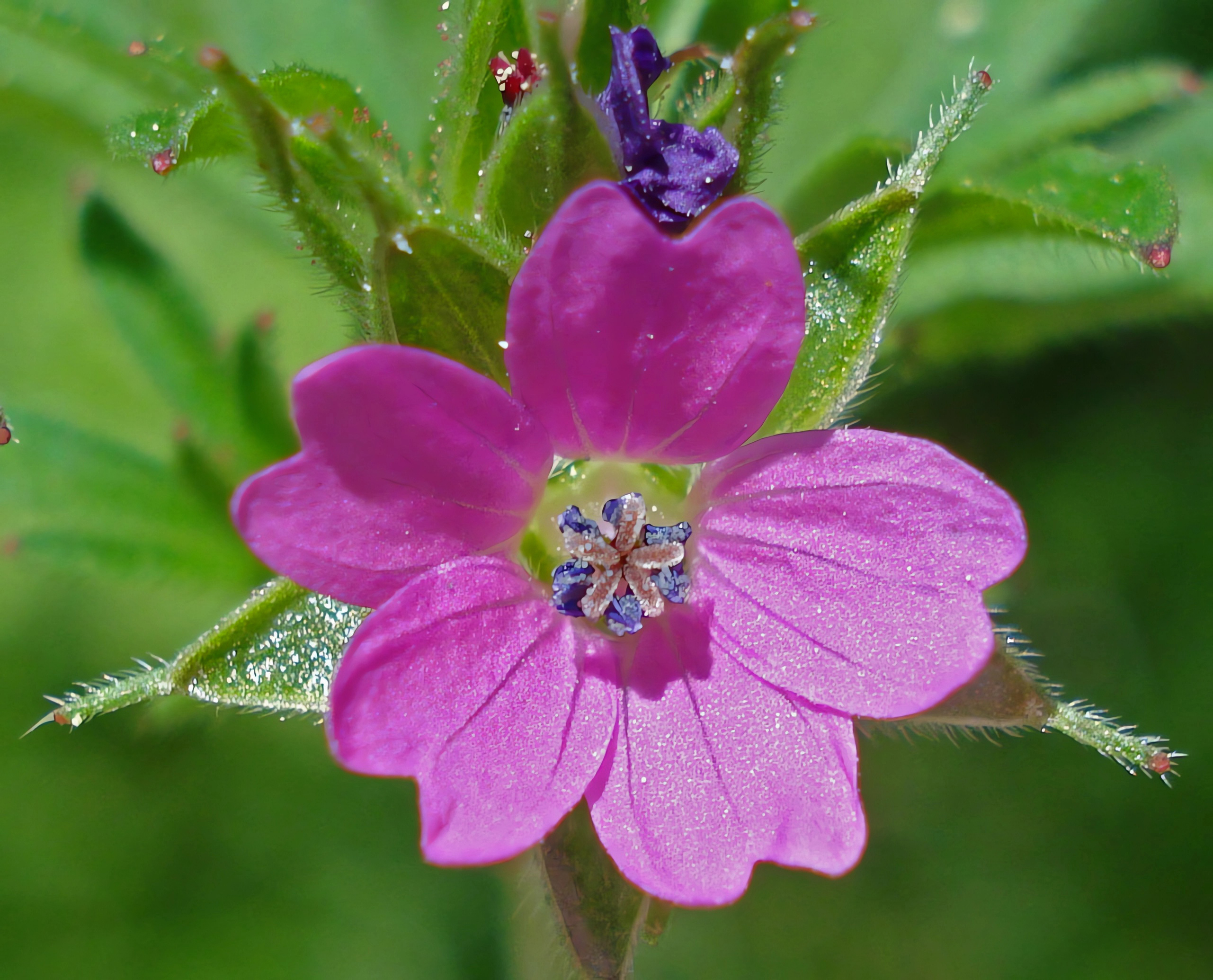
Blüte
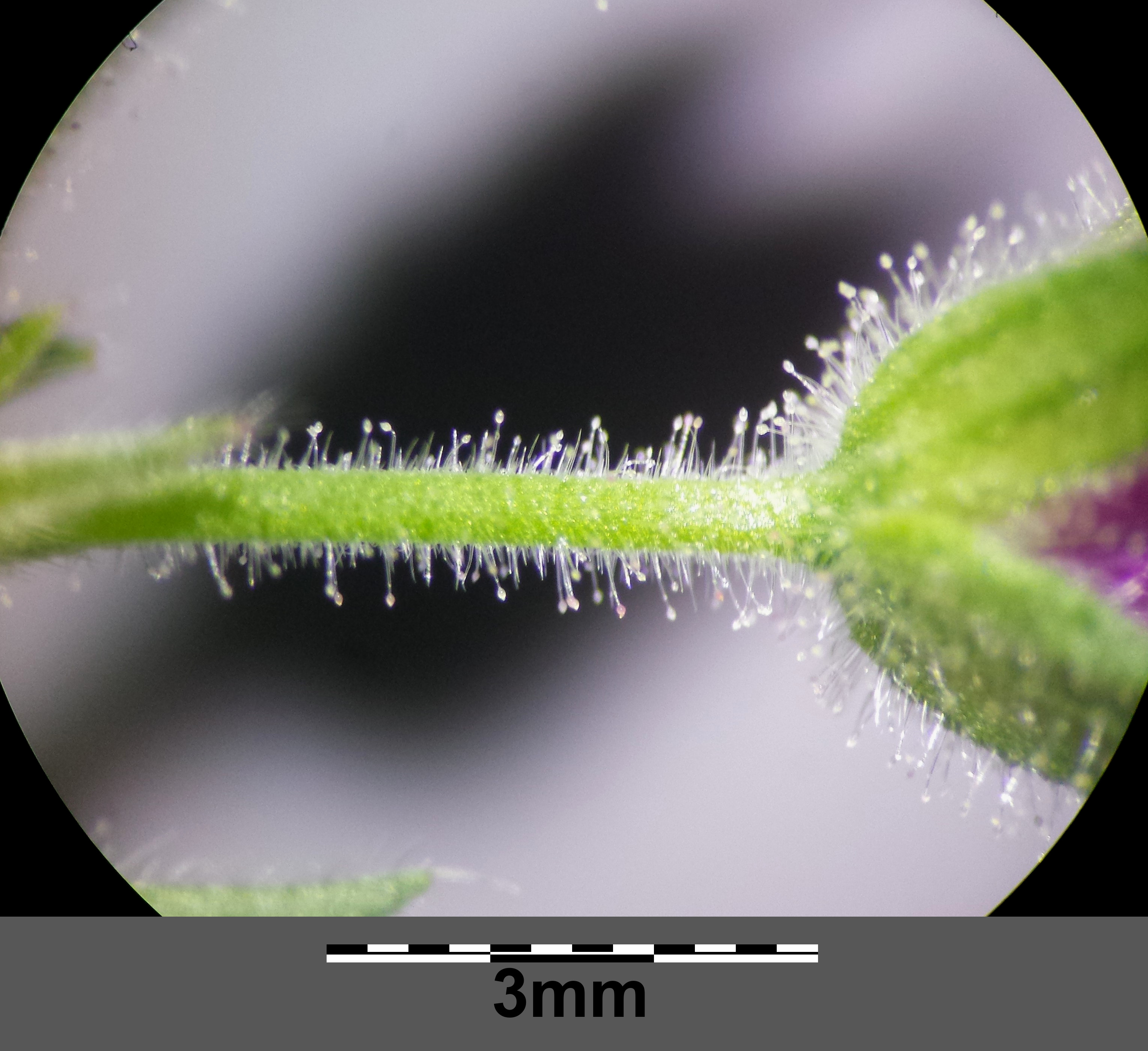
Die Blütenstiele sind mit abstehenden Drüsenhaaren besetzt.
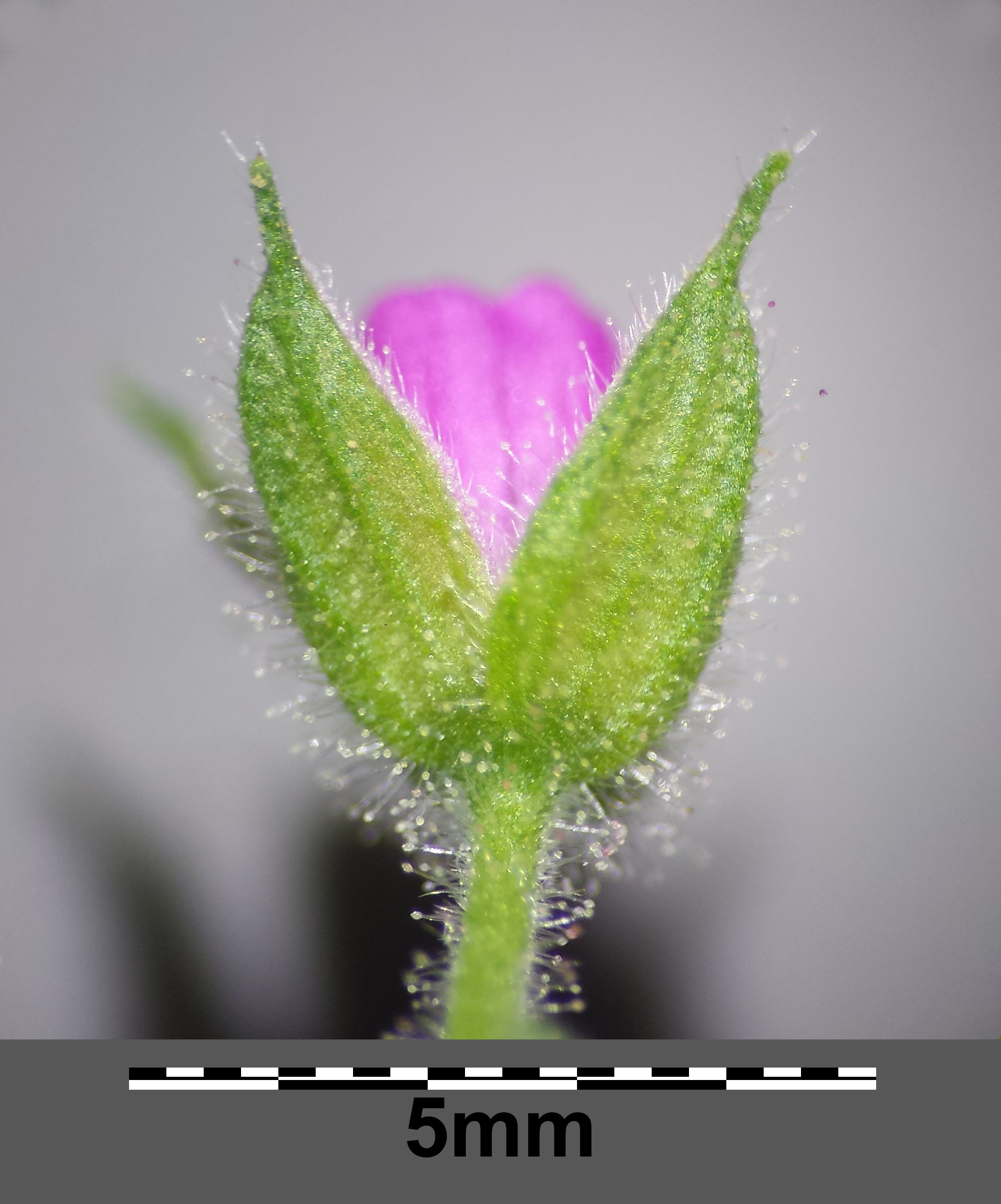
Die Kelchblätter weisen eine Granne auf.
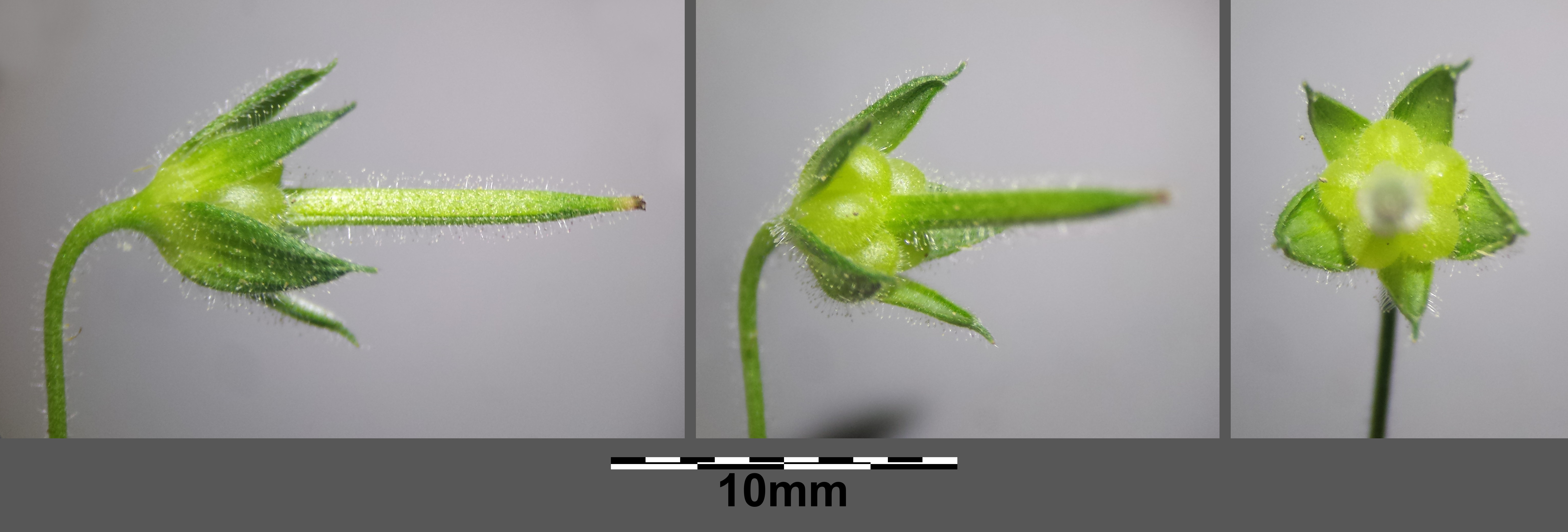
Frucht mit drüsenhaarigem Fruchtschnabel
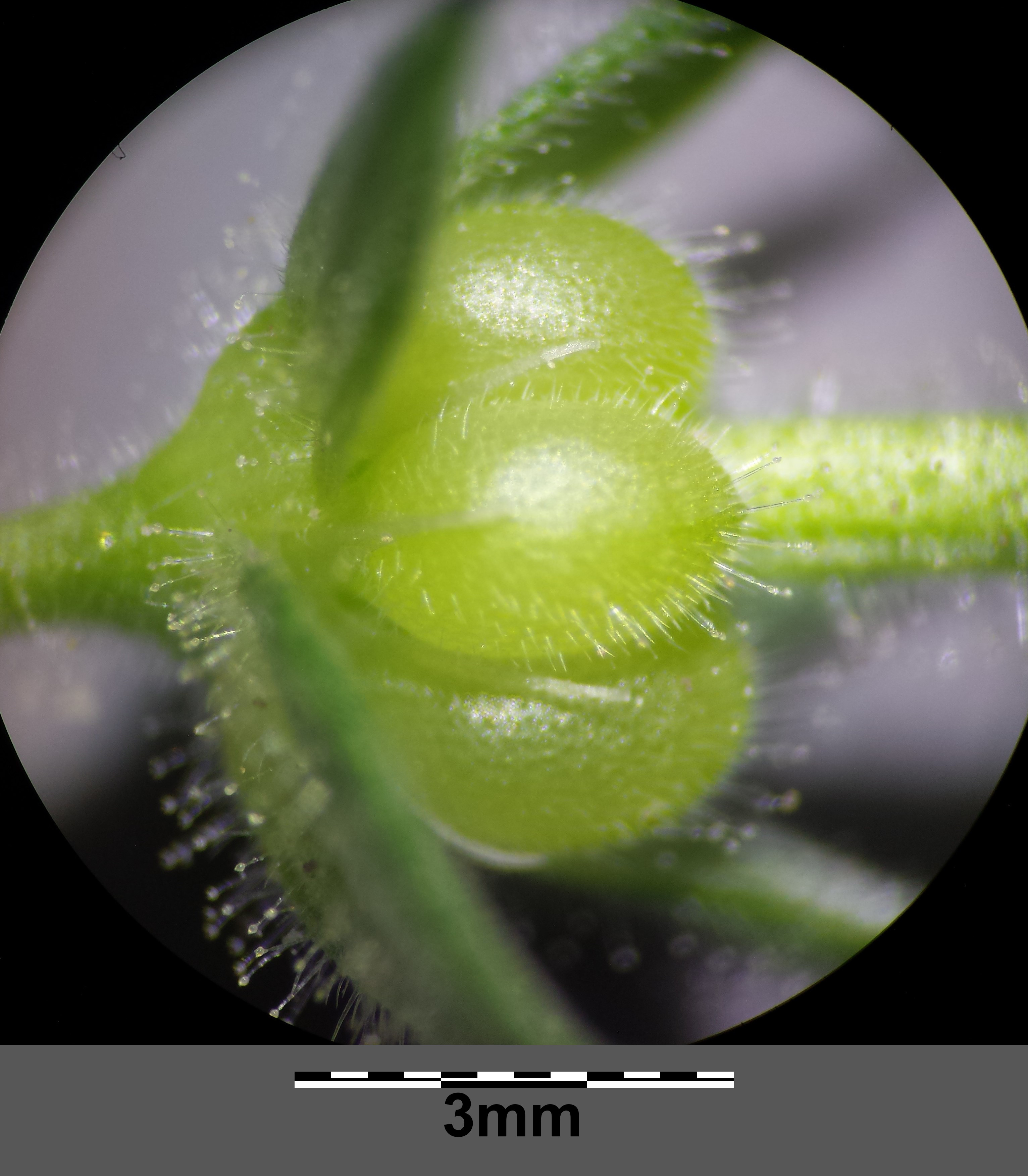
Auch die Fruchtklappen sind behaart.

## Verbreitung und Standorte
Der Schlitzblättrige Storchschnabel ist in Europa beheimatet und kommt auch noch in Westasien vor. Sein Areal ist meridional bis temperat und ozeanisch. In Mitteleuropa ist er ein Archäophyt, in Deutschland ist er verbreitet, im Norden allerdings selten.
Er wächst auf Äckern, an Wegrändern und in Gärten. Er kommt in Mitteleuropa besonders auf frischen bis mäßig trockenen, nährstoffreichen Lehmböden vor. Er ist ein ausgesprochener Lehmzeiger. Er ist in Mitteleuropa eine Fumario-Euphorbion-Verbandscharakterart.
Die ökologischen Zeigerwerte nach Landolt et al. 2010 sind in der Schweiz: Feuchtezahl F = 3w (mäßig feucht aber mäßig wechselnd), Lichtzahl L = 4 (hell), Reaktionszahl R = 3 (schwach sauer bis neutral), Temperaturzahl T = 4 (kollin), Nährstoffzahl N = 3 (mäßig nährstoffarm bis mäßig nährstoffreich), Kontinentalitätszahl K = 3 (subozeanisch bis subkontinental).
Er wächst von der kollinen bis in die montane Höhenstufe, in Oberösterreich steigt er bis rund 1000 m. In den Allgäuer Alpen steigt er in Bayern im Hintersteiner Tal nahe dem Giebelhaus bis 1200 m Meereshöhe auf. Im Wallis steigt er bis etwa 1400 Meter Meereshöhe auf.